# Karenella foveolata
Karenella foveolata är en kvalsterart som beskrevs av Sandór Mahunka 1992. Karenella foveolata ingår i släktet Karenella och familjen Oppiidae. Inga underarter finns listade i Catalogue of Life.